# アンダーワールド (小説)
『アンダーワールド』（Underworld）は、1997年に出版されたドン・デリーロの小説。
デリーロの作品では最もセールスを記録した。デリーロの代表作の一つ。
1997年全米図書賞の最終候補となった。

2006年ニューヨーク・タイムズ誌が「過去25年の最も優れたアメリカの小説」の2位に選んだ。（1位はトニ・モリスンの『Beloved』）